# Salthouse
Salthouse é uma vila e freguesia no distrito de North Norfolk em Norfolk, Inglaterra, cerca de 26,3 miles (42,3 km) de Norwich.

## História
No Domesday Book, Salthouse foi chamada Salthus.

## Transporte
A via principal é a A149, que vai de King's Lynn até Cromer.

## Igreja
A igreja de Salthouse, denominada Saint Nicholas Igreja Paroquial(Saint Peters and Saint Paul’s).

## Galeria

Salthouse
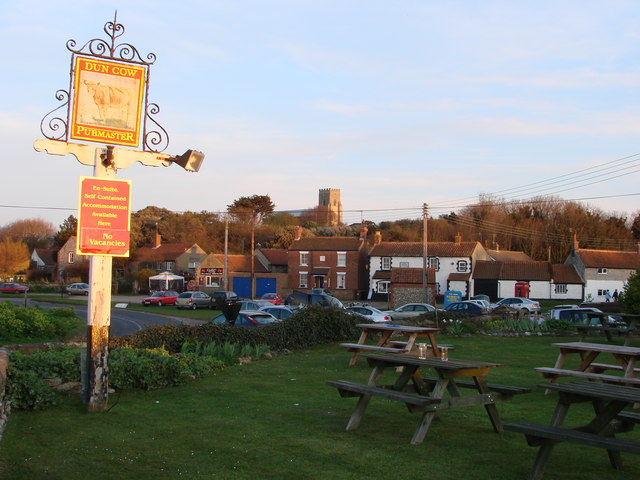
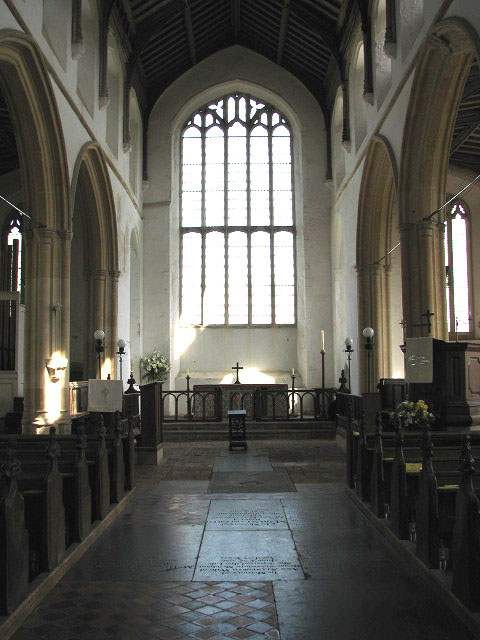
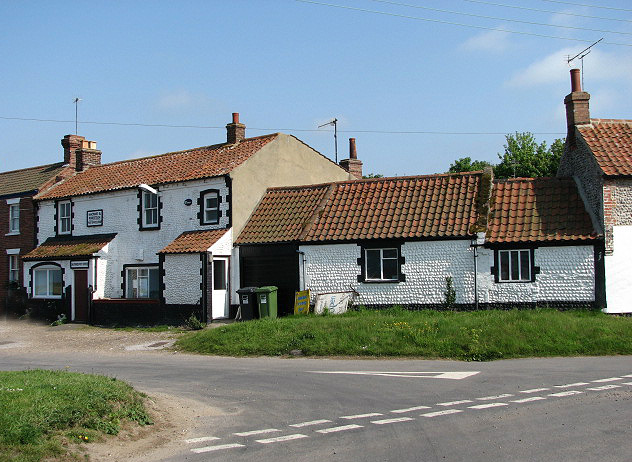
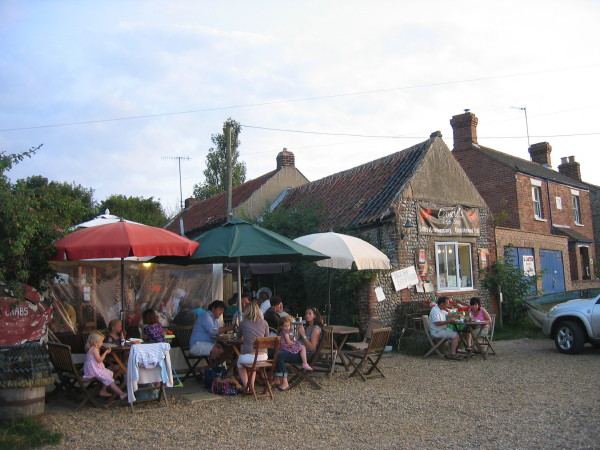
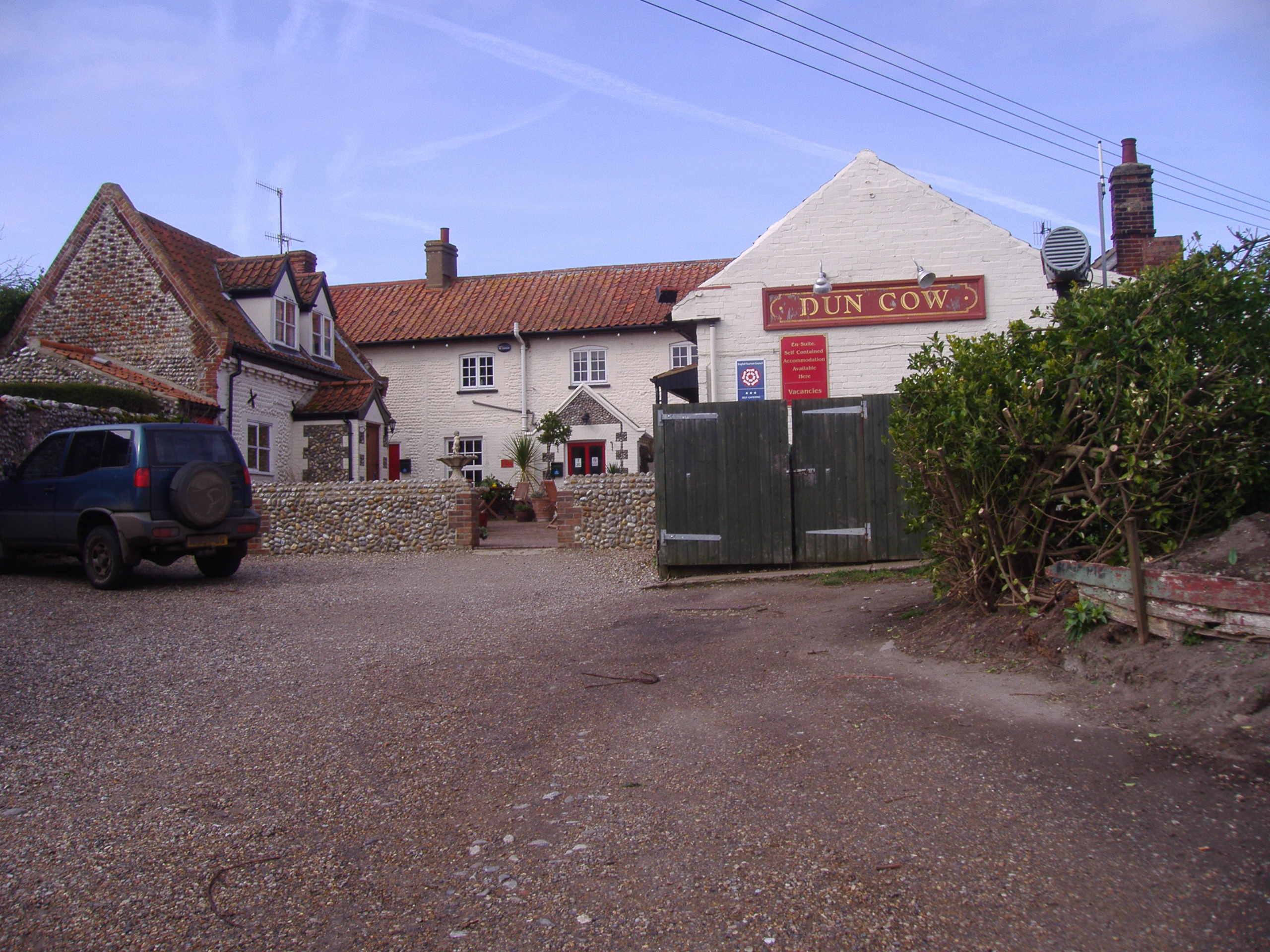
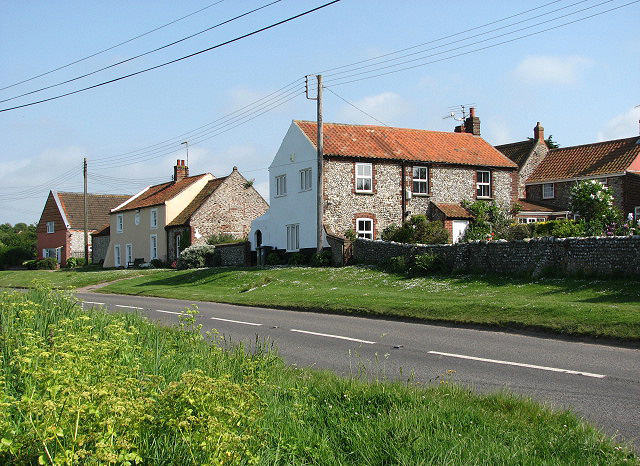
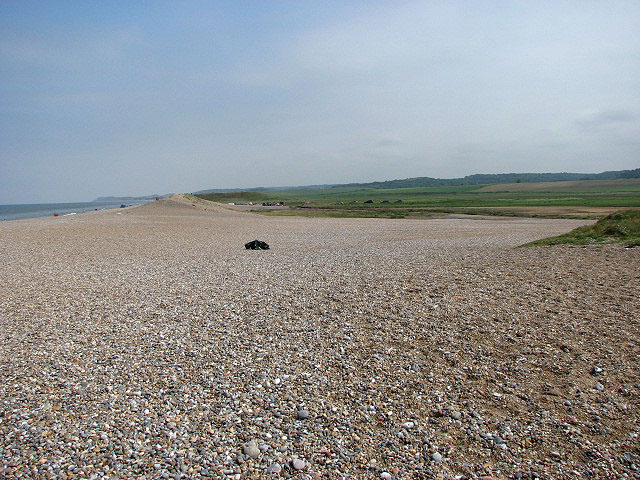
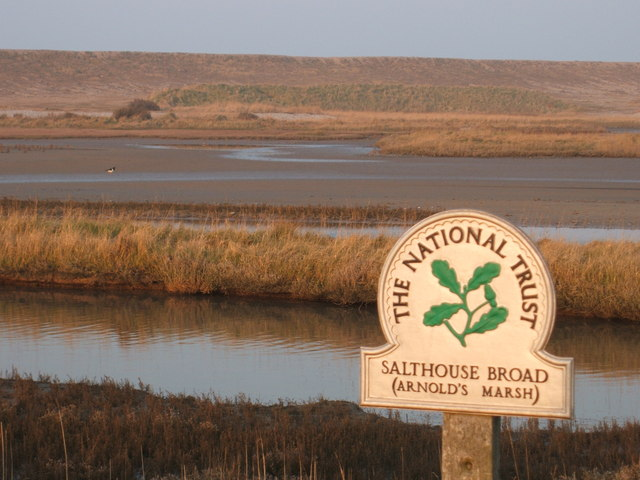